# Merce Cunningham

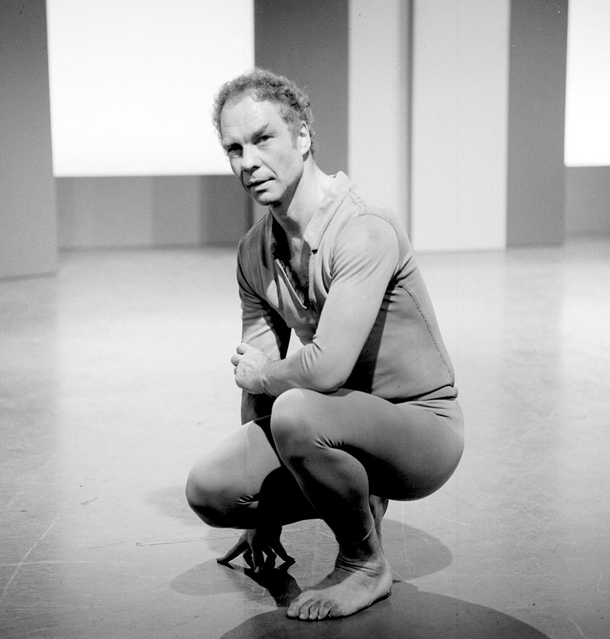
Cunningham als Tänzer in frühen Jahren

Merce Cunningham (* 16. April 1919 in Centralia, Washington; † 26. Juli 2009 in New York City) war ein US-amerikanischer Tänzer und Choreograf. Zu Beginn seiner Karriere wurde er von vielen als sehr talentierter Tänzer angesehen, der aber sein Talent mit gewagten Tanz-Experimenten vergeude. Heute ist seine Stellung als einer der führenden Köpfe des zeitgenössischen Tanzes unbestritten.

## Leben
Cunningham wurde in Centralia, einer kleinen Stadt im Bundesstaat Washington, geboren. Sein Vater war Rechtsanwalt. Sein Interesse an Tanz entwickelte sich eher zufällig und wurde von seinen Eltern weder speziell gefördert noch unterbunden. Als 11-Jähriger lernte er Stepptanz bei Maud Barrett, die in seiner Heimatstadt eine Tanzschule eröffnet hatte. Mit ihr und deren Tochter Marjorie tingelte Cunningham durch Kalifornien, wo sie teilweise auch als Zwischenprogramm bei Stummfilmen auftraten.
Nach seinem Schulabschluss ging er nach Seattle und nahm an dem Cornish College of the Arts Schauspielunterricht, wechselte dann aber zum Tanz. Leiter der Tanzklasse war Bonnie Bird, ein ehemaliger Tänzer von Martha Graham. Ein Jahr später wurde John Cage als Pianist und Korrepetitor für die Tanzabteilung engagiert. Mit Cage lernte Cunningham seinen späteren Arbeits- und Lebenspartner kennen. Cage führte die Tanzstudenten über unorthodoxe Ideen in die Beziehung von Tanz und Musik ein. 1939, noch vor Abschluss seines Studiums, zog Cunningham nach New York und übernahm zahlreiche Solistenrollen bei der Martha Graham Dance Company. 1940 studierte er in New York an der School of American Ballet klassischen Tanz. 1942 begann er, eigene Choreografien mit Musik von John Cage zu entwerfen. Im Laufe der Zeit wurde der Tanz und die Musik der beiden immer unabhängiger voneinander, und in den frühen 1950er Jahren war schließlich die einzige Bindung zwischen Tanz und Musik die Gleichzeitigkeit ihrer Darbietung. Die Bühnenbilder für Cunningham entwarf oft der Maler Robert Rauschenberg.

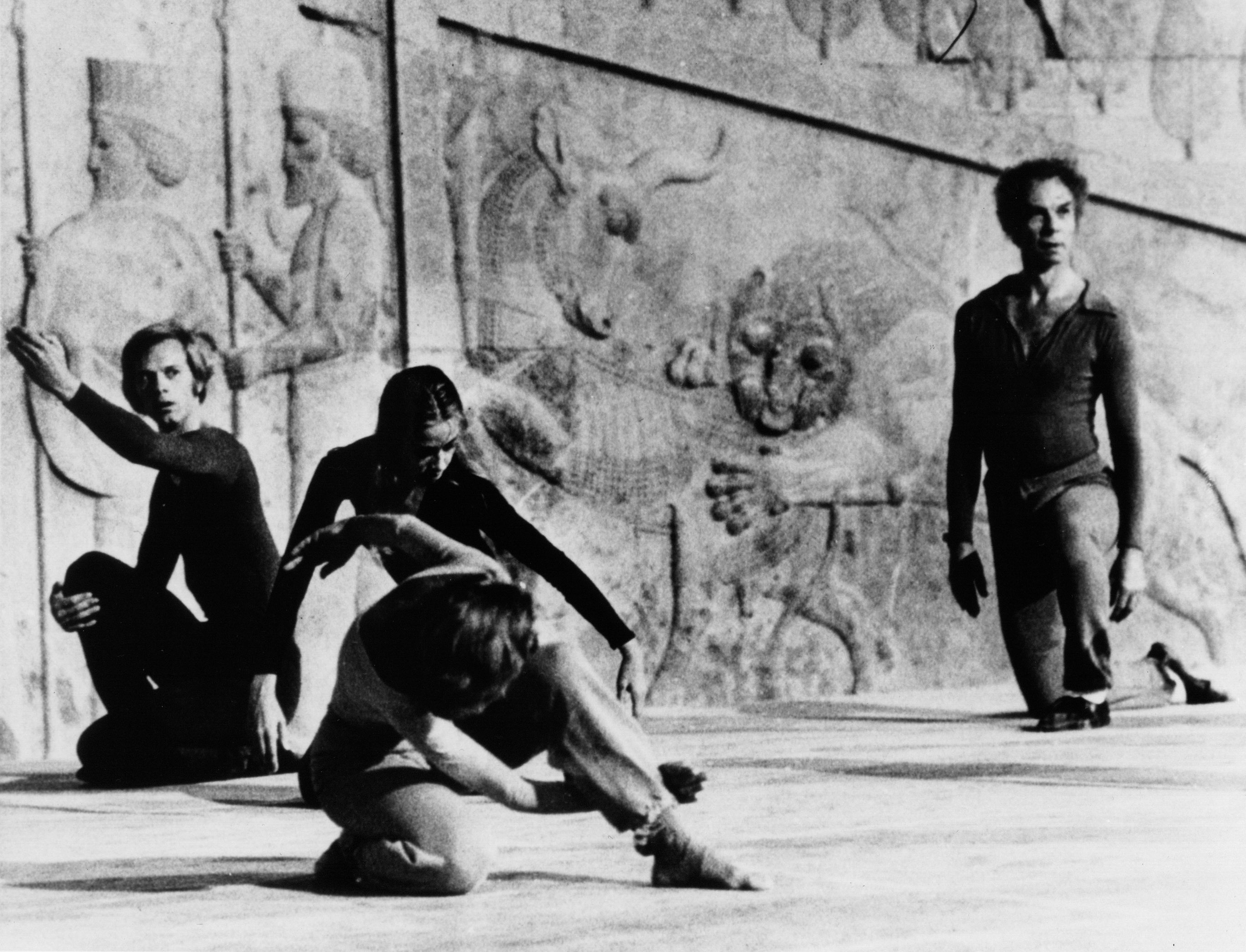
Merce-Cunningham-Dance-Company beim Schiras-Kunstfestival 1972

Cunningham folgte in der Choreografie den Methoden von Cage, die dieser für seine Kompositionen verwendete. Jede Bewegung konnte jeder anderen folgen und jede Bewegung war erlaubt. In der Anordnung setzten Cunningham wie Cage Zufallsprozesse ein. Beide wünschten sich, die Natur in ihrer Wirkungsweise zu imitieren. Der Gebrauch des Zufalls befreite Cunningham von den Einschränkungen der Gewohnheit und Intuition und eröffnete Bewegungsmöglichkeiten, die er anders nicht gefunden hätte.
1953 gründete er die Merce-Cunningham-Dance-Company, für die John Cage und David Tudor die Musik schrieben. Damit war ein Forum für die Weiterentwicklung und Präsentation, der an den Grundfesten des traditionellen Tanzes rüttelnden Ideen gegeben. Zehn Jahre später ging die Merce-Cunningham-Dance-Company auf eine sechsmonatige Welttournee; viele Gastspiele mussten wegen des großen Erfolges verlängert werden. In Amerika selbst, wo die Truppe zunächst nur wenige Auftritte hatte, führte die weltweite positive Resonanz zu einem verstärkten Interesse. Die Cunningham-Company ging seither regelmäßig auf Tournee durch die USA.
Bei seinen Auftritten beschränkte sich Cunningham nicht nur auf traditionelle Spielstätten, sondern führte seine Choreografien auch in Museen, Stadien und auf öffentlichen Plätzen auf, zum Beispiel auf dem Markusplatz in Venedig oder in der Grand Central Station in New York. 1972 trat Cunningham beim Schiras-Kunstfestival vor den Ruinen von Persepolis auf. Auch mit Film und Kamera experimentierte Cunningham seit Mitte der 1970er Jahre und schuf speziell auf die filmtechnischen Möglichkeiten abgestimmte Choreografien. Später nutzte er auch das Computerprogramm LifeForms für seine Arbeit.
Cunninghams Werke finden sich heute im Repertoire von Ballett- und Tanztheater-Companien in der ganzen Welt.
Merce Cunningham starb am 26. Juli 2009 in Manhattan/New York City.

## Werke
Rune (Uraufführung 14. August 1959) dauert 25 Minuten und ist ein Tanz für sechs Tänzer (vier Frauen und zwei Männer). Die Musik stammt von Christian Wolff und kann mit zwei Klavieren oder auch mit Orchester gespielt werden. Rune besteht aus fünf Teilen zu je ca. 5 Minuten. Cunningham plante hier eine Reihe choreographischer Blöcke, die er beliebig aneinanderreihen und variieren konnte. In jedem fünfminütigen Block sollte sowohl Stille/Stillstand als auch Aktion stattfinden. Die Blöcke sollten unverbunden nebeneinanderstehen. Da der erforderliche Probenaufwand jedoch nicht aufgebracht werden konnte, wurde das Stück in seiner ursprünglichen Konzeption nie verwirklicht. Es ist das einzige Werk, das Cunningham auf ca. 40 Seiten, beschrieben während einer Flugreise von Amerika nach Europa, akribisch genau notiert hatte. Eine Rekonstruktion des Werkes nach diesen Aufzeichnungen zu Beginn der 1980er Jahre gestaltete sich dennoch als äußerst mühsam und schwierig.
Winterbranche (Uraufführung 21. März 1964) ist ein Tanz über das Fallen. Hier hat Cunningham im Vorfeld vieles mit Steve Paxton ausprobiert. Zusätzlich kam die Idee hinzu, die Tänzer nicht in einer Art Entrée tanzend auf ihren Platz auf der Bühne zu führen, sondern dass sie einfach auf ihren Platz gehen, dort tanzen und wieder abtreten sollten. Das Bühnenbild (Bob Rauschenberg) sollte laut Cunninghams Vorstellung schwarz gestaltet sein.
RainForest (Uraufführung 9. März 1968) wird von Cunningham als Charaktertanz bezeichnet. Gleich zu Beginn steht ein langsames Duo, zu dem dann noch ein weiterer Tänzer hinzukommt. Obwohl nur drei Tänzer agieren, scheint dieses Stück von sechs Tänzern getanzt zu werden, von denen jeweils nur drei gleichzeitig sichtbar sind. Die Inspiration für das Bühnenbild bekam Cunningham von einer Ausstellung, in der Andy Warhol silberne Ballons (Silver Clouds) in Kissenform platziert hatte. Cunningham verwendete mit Warhols Einverständnis diese Kissen, die mit Helium gefüllt wurden und teilweise mit einer Schnur am Boden fixiert waren, teilweise in unterschiedlichen Höhen auf der Bühne schwebten. Eine Idee von Warhol, die Tänzer nackt auftreten zu lassen, wurde von Cunningham nicht realisiert. Cunningham wollte dennoch so etwas wie „zerrissene Haut“ zeigen, was dann von Jasper Johns mit geschlitzten Trikots umgesetzt wurde.
Walkaround Time (Uraufführung 10. März 1968) dauert 49 Minuten und war von Beginn an für acht Tänzer konzipiert. Es besteht aus zwei Teilen und einem Entr’acte, der ursprünglich aus Relâche (nie aufgeführt) stammt und hier eingefügt wurde. Die teilweise wechselnde Musik stammt von David Behrmann. Die Choreografie wurde von Charles Atlas auch verfilmt.
1973 entstand mit einem Dekor von Jasper Johns das Stück Un jour ou deux, das 2011 in Paris wiederaufgenommen wurde. 1991 entstand das Stück Beach Birds, das 2010 in Paris erneut aufgeführt wurde.
Cunningham hatte verfügt, dass die Dance Company nach seinem Ableben eine zweijährige Abschiedstournee unternehmen und danach aufgelöst werden solle. Diese Welttournee endete am 31. Dezember 2011 in New York. Das Vermögen der Cunningham Dance Foundation und die Urheberrechte an den Werken gingen auf den Merce Cunningham Trust über, der Aufführungsrechte an den Werken Cunninghams an führende Tanzcompanien vergibt.

## Ehrungen und Auszeichnungen
- 1979: Aufnahme in die American Academy of Arts and Sciences
- 1984: Ehrenmitglied der American Academy of Arts and Letters[4]
- 1985: Stipendium der MacArthur Foundation, auch bezeichnet als "Genius Award"
- 1990: National Medal of Arts
- 2004 wurde er Offizier der französischen Ehrenlegion
- 2005: Praemium Imperiale, ("Nobelpreis der Künste").[5]

## Ausstellung und Würdigungen
- 2011: Merce Cunningham. Zeichnungen und Videoaufzeichnungen. Museum Wiesbaden, Wiesbaden
- das Ballett am Rhein zeigte 2013 das Stück „Pond Way“ und 2014 „Scenaraio“
- zum internationalen Merce Cunningham Centenary 2019 ist die Neueinstudierung seines Stückes „Nigh Wandering“ Teil des Programms

### Primärliteratur
- Merce Cunningham: Changes: Notes on Choreography. Something Else Press, Inc., New York 1968, ISBN 978-0998829074.
- Merce Cunningham & Jacqueline Lesschaeve: The Dancer and the Dance: Merce Cunningham in Conversation with Jacqueline Lesschaeve. Marion Boyars, New York und London 1985, ISBN  978-0714529318.

### Sekundärliteratur
- Sabine Huschka: Merce Cunningham und der moderne Tanz: Körperkonzepte, Choreographie und Tanzästhetik. Königshausen & Neumann, Würzburg 2000, ISBN 3-8260-1668-8.
- Roger Copeland: Merce Cunningham – The Modernizing of Modern Dance. Routledge, UK 2004, ISBN 978-0415965750.
- James Klosty: Merce Cunningham Redux. Illustrierte Edition. powerHouse Books, New York 2019, ISBN 978-1576879429.
- Yilmaz Dziewior, Achim Hochdörfer, Arthur Fink: Fünf Freunde – Merce Cunningham, Cy Twombly, Robert Rauschenberg, Jasper Johns. Schirmer/Mosel Verlag, 2025, ISBN 978-3-8296-1044-5. Katalog einer gemeinsamen Ausstellung von Museum Brandhorst und Museum Ludwig.